# Ester en justice
Ester en justice est l'action d'intenter des actions devant les tribunaux et de se défendre lorsqu'on est l'objet de poursuites.

## En droit québécois
Dans le Code civil du Québec, l'expression « ester en justice » est notamment utilisée à l'article 2225 en parlant du droit d'une entreprise d'intenter une action en son nom : « La société peut ester en justice sous le nom qu’elle déclare et elle peut être poursuivie sous ce nom ». L'article 2271 dispose aussi : « Les administrateurs peuvent ester en justice pour faire valoir les droits et les intérêts de l’association ». De plus, l'article . 1316 prévoit : « L’administrateur peut ester en justice pour tout ce qui touche son administration; il peut aussi intervenir dans toute action concernant les biens administrés ».